# Seleção Salvadorenha de Futebol de Areia
A Seleção Salvadorenha de Futebol de Areia representa El Salvador em amistosos e torneios oficiais de futebol de areia (ou beach soccer).
Em 2025, conquistou seu terceiro Campeonato da CONCACAF a derrotar a Guatemala por 2–1 na final em Nassau, Bahamas.

## Títulos
| Continentais           | Continentais | Continentais      |
| Competição             | Vezes        | Ano               |
| ---------------------- | ------------ | ----------------- |
| Campeonato da CONCACAF | 3            | 2009, 2021 e 2025 |